# X-32验证机
X-32（英语：Boeing X-32）实验机是由美國波音公司設計，競標聯合打擊戰鬥機計劃（英语：Joint Strike Fighter Program，JSF）的機型。美國空軍於2001年10月26日宣布洛克希德·馬丁公司X-35獲選優勝，並以其為基礎開發出F-35閃電II式戰鬥機（Lightning II）。X-32一共只有生產兩架原型機，目前都已經不再飛行。

## 發展

### 設計
X-32设计方案中有一个翼身融合复合材料三角机翼，为了降低制造成本采用了单块式结构。位於机头下方的缝式进气口經常被人批評。

### 型號
- X-32A
  - 傳統起降型及航空母艦起降型
  - 首飛: 2000年9月18日
- X-32B
  - 短距起飞垂直着陆型
  - 首飛: 2001年3月29日

## 規格

### 基本信息
- 乘員： 1
- 長度： 45.01 英尺（13.72 公尺）
- 翼展： 36 英尺（10.97 公尺）
- 高度： 17.32 英尺（5.28 公尺）
- 翼面積： 590 平方英尺（54.8 平方公尺）
- 最大起飛重量： 50000 磅（22680 公斤）
- 發動機： 1×普惠F119-PW-614渦輪風扇發動機

### 飛行性能
- 最大速度： 1.6 馬赫 (1,200 英里／時, 1,931 公里／時）
- 作戰半徑： 850 英哩（1,574 公里）
- 最大升限： 50,000 英呎（15,240 公尺）

### 武器
- 20mm M61A2機炮 或 27mm BK-27機炮
- AIM-120先進中程空對空飛彈
- 約15000 磅（6800 公斤）精确制导武器,反輻射飛彈

## 競標結果
經過各階段試驗後,美國國防部在2001年10月26日宣布聯合打擊戰鬥機計劃由洛克希德·馬丁X-35奪標, 以下為一些不採用波音X-32的原因:
- X-35在試飛中無論是飛行性能的表現還是完成項目的進度皆大幅領先X-32
- X-32原型機在測試中無法完成垂直降落
- X-32 的三角翼設計未能達到海軍機動性和負載量的要求
- X-32在設計後期臨時更改設計加上水平尾翼，導致先前測試的評估結果需要大幅刷新重測，而項目進度因此落後X-35方案更多
- 空中加油時不能吸穩加油管
- 在加油過程幾乎把機鼻儀器撞斷，吸進發動機
- X-32垂直起降時直接向下排出的高溫廢氣會對跑道造成傷害，並被進氣道吸入（而X-35主升力由舉升扇負責，這部份不排出高溫廢氣）
- 在機輪放下狀態期間投放武器會傷害到機輪